# 大島 (山口県萩市)

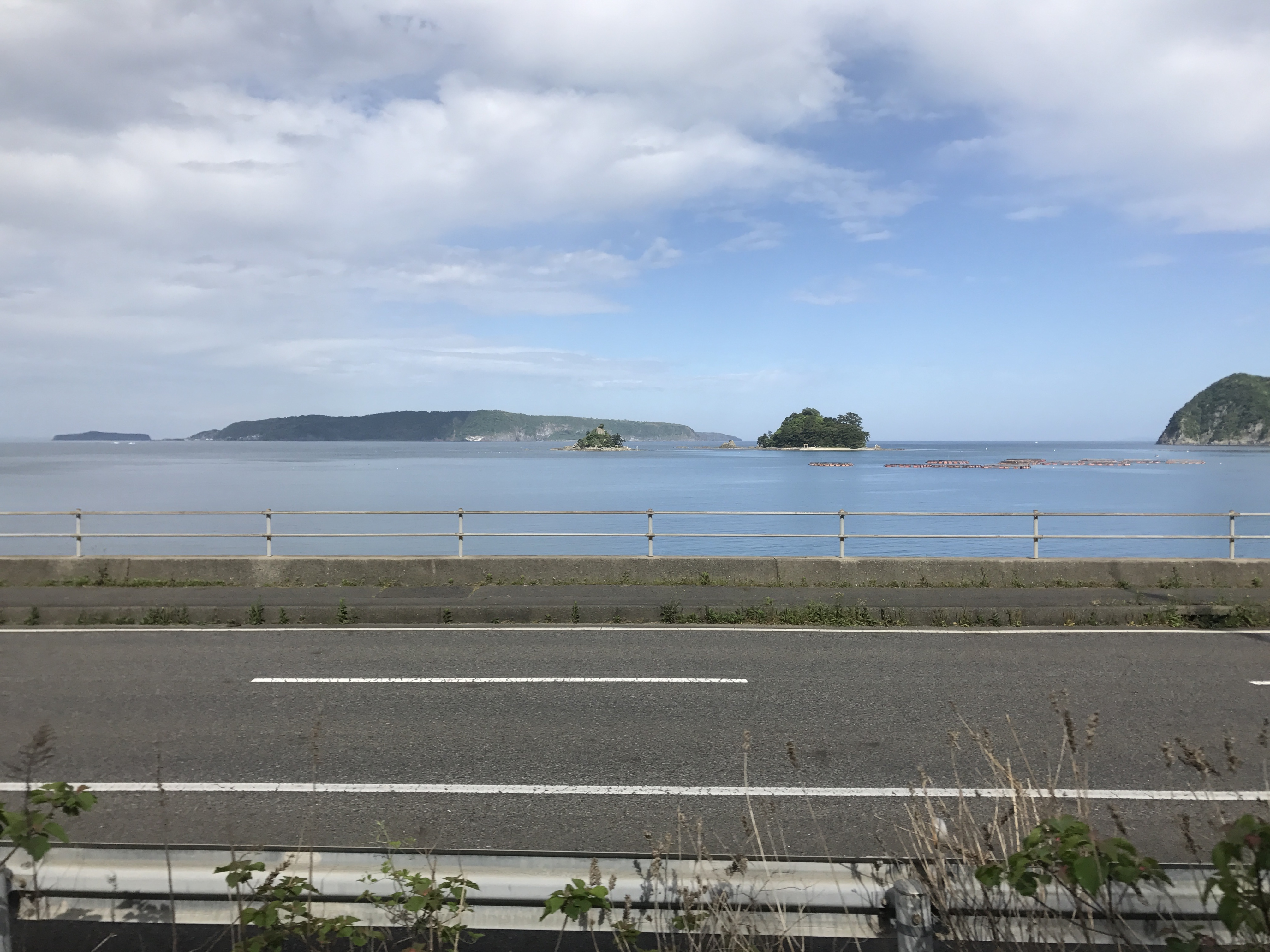
左奥の大きな島は大島。大島の右奥にあるのは櫃島、左端の小さな島は肥島、手前は夫婦島。（山陰本線列車内から）

大島（おおしま）は、山口県萩市の沖に浮かぶ島。萩市に属する。275世帯652人が住む（2020年（令和2年）4月1日時点）。

## 概要

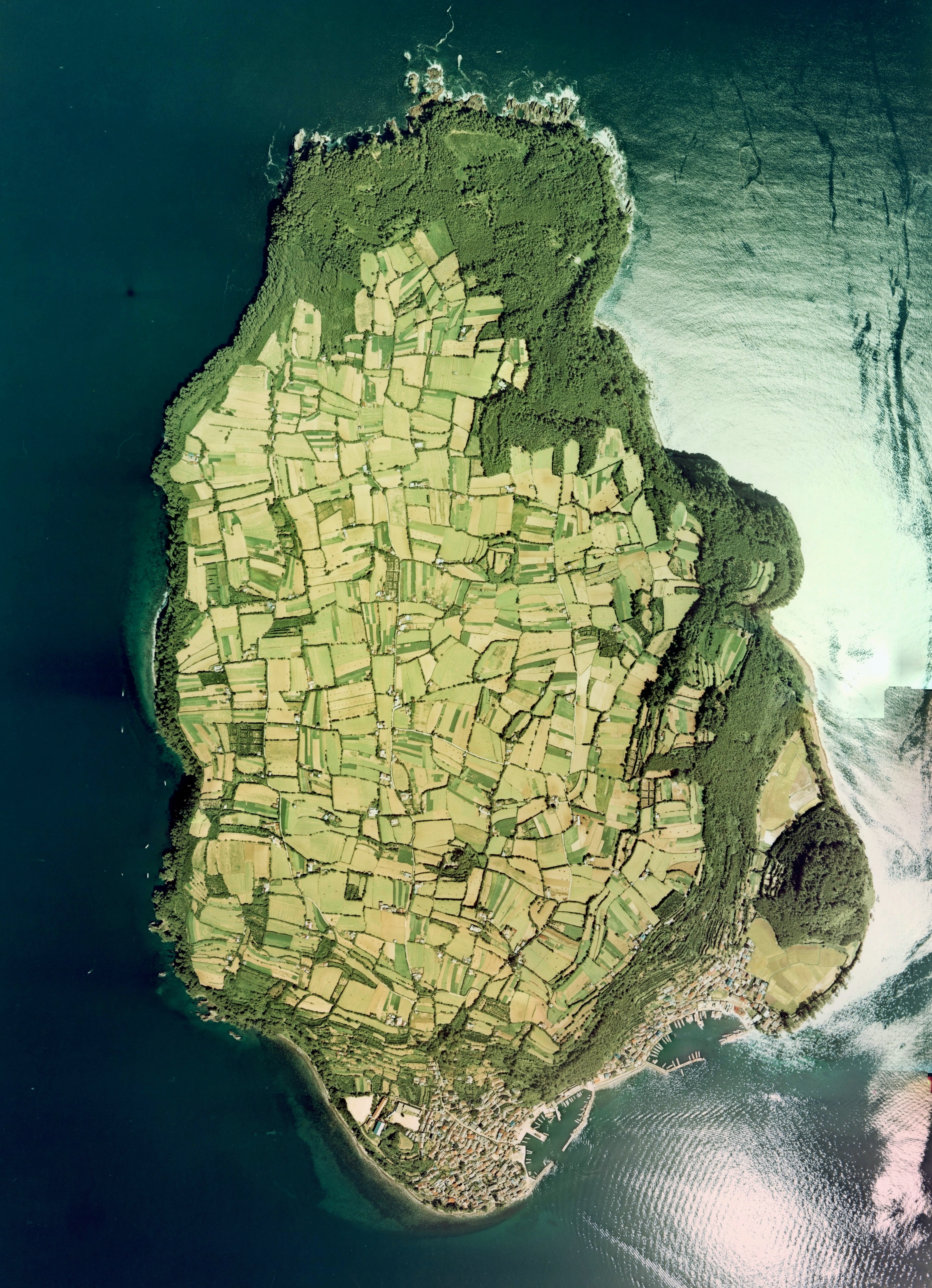
大島（萩市）の空中写真。（1976年撮影の4枚を合成作成）。

有人島である相島、櫃島、さらには現在無人島である尾島・羽島・肥島共々「萩・六島村」を構成していた島の一つである。大島はこれらの中でも特に人口は多い中心的位置づけであり、かつての阿武郡六島村役場が置かれていた。
島の南岸に大島港が置かれ、主に島南部に集落が広がる。
主たる産業は漁業と農業で、漁業は巻き網漁、農業はブロッコリー栽培と葉たばこ栽培（これは相島・櫃島でも盛ん）が主となっている。

## アクセス
- 萩港（萩市浜崎町）から萩海運大島航路にて約25分（1日5往復）。